# Alamedilla
Alamedilla ist eine Gemeinde in der Provinz Granada im Südosten Spaniens mit 543 Einwohnern (Stand: 2024). Die Gemeinde liegt in der Comarca Los Montes. 

## Geografie
Die Gemeinde liegt im Norden der Provinz und grenzt an Alicún de Ortega, Cabra del Santo Cristo, Dehesas de Guadix, Guadahortuna, Huelma, Montejícar und Pedro Martínez. 

## Geschichte
Der Ursprung des Orts geht 3000 Jahre zurück wie prähistorische Funde belegen. Der heutige Name der Gemeinde geht allerdings auf die muslimische Zeit zurück.